# Araabmuzik
Abraham Orellana (nacido el 16 de junio de 1989), más conocido por su nombre artístico AraabMuzik (a veces escrito araabMUZIK), es un productor musical y DJ. Araabmuzik se hizo un nombre ejecutando ritmos e instrumentales en directo en tiempo real en un MPC (Music Production Center, drum machine). Él utiliza el MPC para crear potentes patrones rítmicos añadiendo melodías sampleadas y otros sonidos.

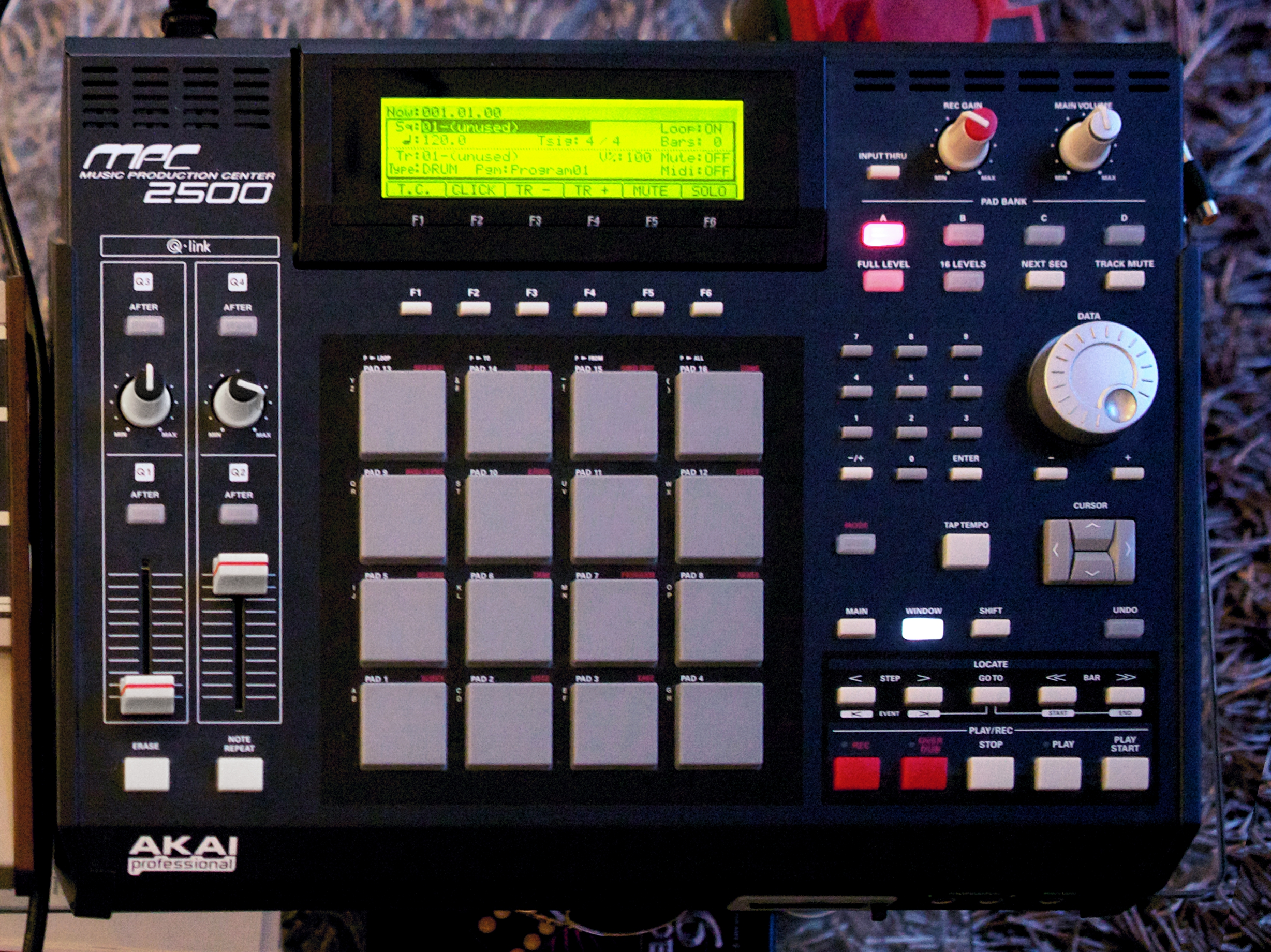
Imagen del Akai MPC2500, instrumento principal en las actuaciones de AraabMUZIK

El estilo de Araabmuzik puede clasificarse como EDM y Hip Hop, con elementos en directo haciendo una notable contribución a su sonido. Ha actuado en el circuito de festivales de  EDM así como en otras actuaciones en directo. A lo largo de los años, Araazmuzik ha continuado construyendo su fama produciendo instrumentales en solitario, a artistas como Cam'ron, ASAP Rocky, Fabolous, and Joe Budden.

## Vida e influencias
Araabmuzik, nace y crece en Providence, Rhode Island, en un entorno familiar muy influenciado por la música. Su madre era cantante profesional. Él es el hermano mediano en una familia de ascendencia guatemalteca y dominicana. Abraham empezaba a tocar la batería a la temprana edad de tres años y después empezó a aprender a tocar el teclado.
Tener un trasfondo musical llevó a Araabmuzik a producir Hip hop. Con una tendencia clara hacia el MPC como instrumento natural, adquiere uno en el año 2005. En 2006, a la edad de 17, es descubierto por Diplomat Records.
Abraham nombra a Swizz Beatz como mayor influencia, y ambos han reconocido ser buenos amigos. Además añade sobre Swizz Beatz, "Él siempre ha tenido su propio sonido. Siempre ha utilizado teclados para la creación de su propio material. Nada sonaba como lo que él hacía." Otras influencias incluyen a Dr. Dre, Premier, J Dilla, 9th Wonder, y The Alchemist.
Araabmuzik ha dicho en múltiples entrevistas que realiza todas sus actuaciones totalmente sobrio.

## Carrera
Después de conocer al productor de Diplomat Records, DukeDaGod en 2006, se incorpora al sello de Dipset. Comienza a hacer ritmos para artistas del sello como Hell Rell y Cam'ron.
Mientras, ganaba más popularidad en internet con videos suyos haciendo ritmos en directo con el MPC, pronto le empiezan a llamar de clubs y shows para actuar creando música en directo.[cita requerida] También ha actuado para la página de Akai Pro como artista oficial de Akai Pr, junto a otros artistas usuarios de MPC como The Alchemist y DiViNCi.
En 2009, AraabMuzik es contratado como productor principal del disco de Cam'ron "Crime Pays", produciendo el sencillo "Get It In Ohio". Del 2009 al 2010, contribuye con unas cuantas instrumentales a una serie de mixtapes llamada Boss of All Bosses de Cam'ron y el rapero Vado. También produce el sencillo "Salute", regreso del grupo of The Diplomats en 2010, así como unos cuantos tracks para el álbum de Capone-N-Noreaga llamado War Report 2 y el de Jim Jones' llamado Capo.
En mayo del 2013 disparan a Abraham en un intento de robo. Él iba a pie en compañía de unos cuantos amigos cuando unos cuantos hombres intentaron atracarle. Él se resistió y le dispararon.
En 2013 él estaba actuando en festivales de EDM, diciendo, "Ahí es dónde está el dinero. Ahí es donde se dirige la música". En una entrevista con NPR se refirió como "Salute" a un sonido diferente "que prácticamente me introdujo en el EDM".
En abril de 2015 AraabMuzik lanza un videoclip para su canción de trap titulada "Day Dreams", primer sencillo de Dream World, que se publicaría el 16 de junio de ese año, via AraabMuzik Label Group/Distrolord Digital como continuación de su LP de 2011 llamado Electronic Dream.
En febrero de 2016, AraabMuzik fue víctima de otro intento de robo en Harlem.Recibió heridas de bala en la cabeza.
Su álbum Dream World se publica en julio de 2016.

## Estilo de producción
AraabMuzik a menudo emplea sampleos preparados y disparados en tiempo real en el MPC, con patrones rítmicos que incluyen rápidos redobles y juegos de hihats, bombos y cajas. Ha utilizado samples de gran variedad de géneros musicales, incluyendo electro, dubstep, trap, y trance music. Aunque su principal instrumento sigue siendo la caja de ritmos Akai Music Production Center (MPC), también ha utilizado teclados controladores y ocasionalmente una batería para ejecutar ritmos en directo.
Ha trabajado con un gran número de artistas entre los que se incluyen A$AP Rocky y A$AP MOB, Cam'ron, Azealia Banks, Vado, The Diplomats, Hell Rell, Jadakiss, Busta Rhymes, 50 Cent, Eminem, y Slaughterhouse... entre otros muchos.

## Discografía

### Mixtapes
- 2010: AraabMuzik Beatz Vol. 1
- 2010: AraabMuzik Beatz Vol. 2
- 2010: Instrumental Kings Part 5 (with J. Armz)
- 2011: Electronic Dream
- 2012: Instrumental University
- 2013: For Professional Use Only
- 2013: The Remixes, Vol. 1
- 2014: For Professional Use Only 2

### EP
- 2012: Daytrotter Session
- 2015: KING
- 2015: Goon Loops

### Álbumes
- 2016: Dream World